# گناهکار (مجموعه تلویزیونی)
گناهکار یک سریال آمریکایی است که در ژانر جرم و جنایت، درام، رمز و راز، و بر اساس رمان به همین نام توسط، جرم نویسنده پترا Hammesfahr و در ژانویه ۲۰۱۷ و برای اولین بار از شبکه یو اس ای نتورک پخش شد در ماه مارس سال ۲۰۱۸ برای سری دوم تمدید شد. از بازیگران اصلی این سریال می‌توان به جسیکا بیل اشاره کرد.
این سریال در سری اول خود موفق به کسب دو نامزدی درهفتاد و پنجمین مراسم گلدن گلوب: بهترین سریال یا فیلم تلویزیونی و جایزه گلدن گلوب بهترین بازیگر نقش زن برای سریال کوتاه یا فیلم تلویزیونی|بهترین بازیگر زن – سریال یا فیلم تلویزیونی برای جسیکا بیل شد.